# Конвой № 2023
Конвой № 2023 — японський конвой часів Другої світової війни, проведення якого відбувалось у травні 1943 року.
Конвой сформували у Рабаулі — головній передовій базі в архіпелазі Бісмарка, з якої японці провадили операції на Соломонових островах та сході Нової Гвінеї, а місцем призначення при цьому був атол Трук (Чуук) на сході Каролінських островів (ще до війни тут була створена потужна база ВМФ, з якої до лютого 1944 року провадились операції у цілому ряді архіпелагів).
До складу конвою увійшли транспорти «Маясан-Мару», «Тацутаке-Мару» та «Кінай-Мару», а ескорт складався з ескадреного міноносця «Кійонамі».
3 травня кораблі вийшли з Рабаула та попрямували на північ. Хоча на комунікаціях архіпелагу Бісмарка активно діяли підводні човни США, проте проходження конвою № 2023 відбулося без інцидентів і 6 травня він прибув на Трук.
Утім, уже через кілька днів при наступному переході з Труку до Йокосуки «Тацутаке-Мару» та «Кінай-Мару» були потоплені підводними човнами.